# Megachile manicata
Megachile manicata là một loài Hymenoptera trong họ Megachilidae. Loài này được Giraud mô tả khoa học năm 1861.

## Hình ảnh

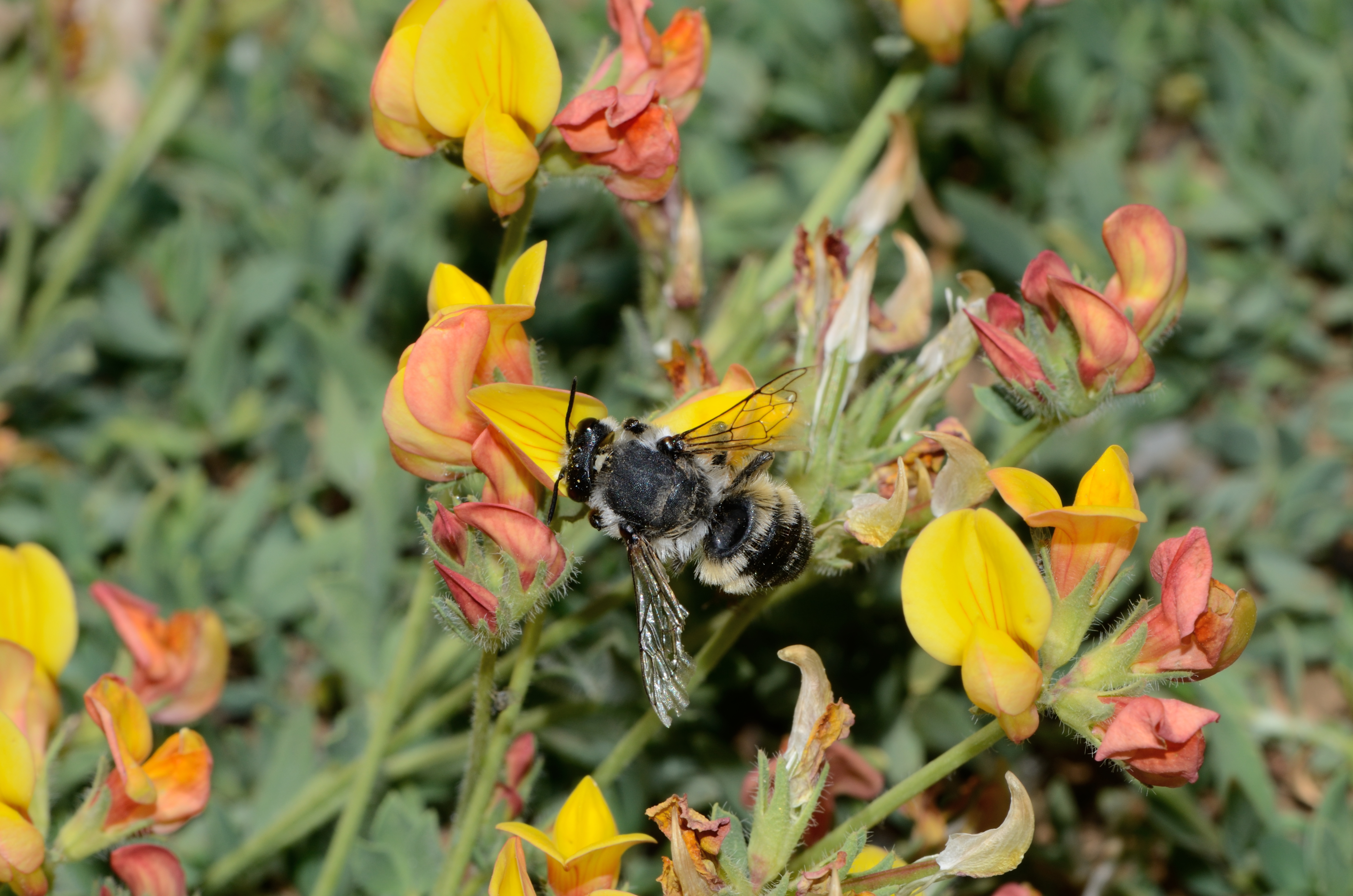